# 葉赫
叶赫（转写：Yehe）是女真的氏族部落之一，因世居于叶赫河畔（今吉林省四平市铁东区）而得名。

## 历史
叶赫历史悠久，据考证，在金朝以前便有以叶赫为名的女真部族生活在东北。
明朝后期，叶赫属于海西四部之一，由先祖为蒙古土默特氏的叶赫那拉家族所掌控。传至贝勒杨吉砮和清佳砮这代，他们依险建造了叶赫城，逐渐发展壮大，并一度称雄于各女真部族。后因建州女真努尔哈赤的崛起，尤其是古勒山之战，以叶赫为首的九部联军惨败于建州女真之后逐渐衰落。最终，于1619年被後金攻滅，末代贝勒金台石、布扬古皆城破身死。

## 遗址
现今在吉林省梨树县叶赫满族镇里还可以见到叶赫古城的遗址。

## 参看
- 海西女真
- 叶赫那拉氏
- 金台石
- 葉赫姓，捷克姓氏